# Anophthalmoonops thoracotermitis
Anophthalmoonops thoracotermitis är en spindelart som beskrevs av Benoit 1976. Anophthalmoonops thoracotermitis ingår i släktet Anophthalmoonops och familjen dansspindlar.
Artens utbredningsområde är Angola. Inga underarter finns listade i Catalogue of Life.